# Paraidioscopus harrisi
Paraidioscopus harrisi är en insektsart som beskrevs av Chandrasekhara A. Viraktamath 1973. Paraidioscopus harrisi ingår i släktet Paraidioscopus och familjen dvärgstritar. Inga underarter finns listade i Catalogue of Life.